# Société espagnole de construction navale
La Société espagnole de construction navale (en espagnol : Sociedad Española de Construcción Naval), abrégé en SECN, était un monopole d’état dès 1909 jusqu’à la guerre civile espagnole.
La SECN est semi-privée depuis cette date, avec des capitaux britanniques provenant des compagnies John Brown et Vickers-Armstrong. Presque tous les navires construits par la société durant cette période ont été développés d'après les modèles de la Royal Navy.

## Historique

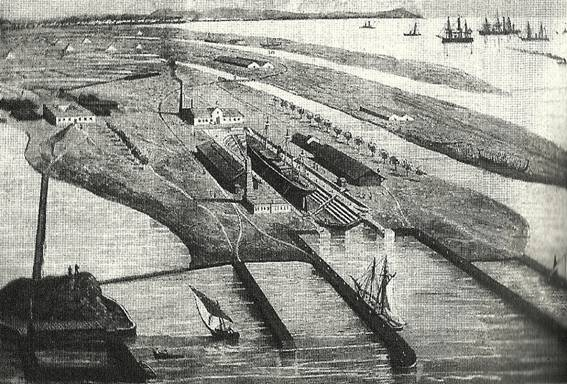
Vue de l' usine Matagorda à ses débuts. En 1914, le SECN acquiert le chantier naval de Puerto Real.

Dix ans après la guerre et le désastre de 1898 au cours de laquelle l'Espagne a perdu Cuba et les Philippines, le gouvernement d'Antonio Maura procède à une restructuration de la marine espagnole et l'industrie navale espagnole. En 1909, la Société espagnole pour la construction navale est fondée avec comme principaux investisseurs un conglomérat anglo-espagnol dans les proportions suivantes : 40 % de Vickers, 30 % le marquis de Comillas de la Compagnie Transatlantique Espagnole, 30% d'Altos Hornos de Vizcaya. Tous les chantiers de construction navale, ateliers, fonderies et cales sèches appartenant auparavant à l'État à Ferrol ont été confiés à l'expertise technique de certaines des entreprises de construction navale britannique renommées du moment : John Brown, Vickers et Armstrong Whitworth.
Pendant seize ans, tous les techniciens furent exclusivement britanniques, et la situation ne changea qu'en 1925, lorsque la direction fut reprise par des ingénieurs espagnols, comme l'une des nouvelles politiques introduites par le gouvernement alors nouvellement créé de Miguel Primo de Rivera, comprenant des ministres civils et militaires. L'arrivée des Britanniques a coïncidé avec la construction d'une ligne locale de tramway électrique (1924-1961).
Pendant la guerre civile, l'activité de la Société Espagnole de Construction Navale a été interrompue et, après la fin du conflit, l'entreprise a perdu le contrôle des chantiers militaires de Ferrol et de Cartagena -puisque ceux-ci ont été nationalisés par l'État-, se concentrant exclusivement sur dans la construction de navires civils à Cadix et Sestao.
En 1969, dans le cadre d'une réorganisation du secteur de la construction navale civile espagnole, l'entreprise publique Astilleros de Cádiz (Ascasa) fusionne avec les entreprises privées SECN et Astilleros Euskalduna de Bilbao. La Naval a contribué à hauteur de 31,8% à la nouvelle société appelée Astilleros Españoles (AESA), intégrée au sein de l'Institut National de l'Industrie. De cette manière, elle commença à avoir deux chantiers navals à Cadix, un à Séville , deux à Bilbao et trois plus petits à Santander, Gijón et également Bilbao.
La SECN devient en 2005 Navantia.

## Ports de construction navale de la SECN
- Ferrol : navires construits sur les chantiers navals de Ferrol entre 1750 et 1909
- Cadix
- Cartagène
- Bilbao
- Gijón